# Яли, Евгений Дмитриевич
Евге́ний Дми́триевич Яли (р. 17 июля 1946, Жданов) — советский и российский художник, пейзажист.

## Биография
Евгений Яли родился 17 июля 1946 года в Жданове. По происхождению грек.
В 1958—1962 годы занимался в изостудии. В 1968 году окончил живописно-педагогическое отделение Саратовского художественного училища имени А. П. Боголюбова. В 1992 году совершил поездку в Грецию.
В начале 1990-х создал свою живописную школу из выпускников Саратовского художественного училища.
Живёт и работает в Саратове.

## Творчество
В ранней живописи Евгений Яли, по его словам, подражал Архипу Куинджи и Исааку Левитану.
Свой собственный стиль нашёл с годами. И сегодня точно знаю, что то, что я пишу, верно. Именно так. Именно это слово: верно. Может быть, я пишу неправильно, неточно, зато верно. Я убеждён: для того чтобы обрести самого себя, не впасть в подражательство, в имитацию, художник должен отыскать корни, основу своего искусства. И ещё ни в коем случае нельзя бояться быть искренним и простым. А этого люди повсеместно страшатся. Сложилось даже мнение: если ты прост и искренен — значит, ты дурак, блаженный. А почему?! Простота и искренность — величайшее достоинство. И очень труднодоступное, кстати.
Эмилий Арбитман говорил о Евгении Яли: «Достоинства его искусства не в силе голоса, а в чистоте звучания». Ефим Водонос связывал творчество Яли с «Голубой розой» и писал о «внутренней, порою глубоко затаённой мелодии» художника.

## Участие в профессиональных и общественных организациях
- Член Союза художников России[2]

## Признание
- Диплом Российской академии художеств за лучшие произведения в области изобразительного искусства, искусствоведения и архитектуры (1996)[2]

## Выставки

### Персональные выставки
- 1971 — редакция журнала «Смена», Москва[2]
- 1978 — Саратовский государственный художественный музей имени А. Н. Радищева[2]
- 1989 — редакция журнала «Аврора», Ленинград[2]

### Групповые выставки
- 1972 — Республиканская молодёжная выставка[2]
- 1972 — Всесоюзная молодёжная выставка[2]
- 1976 — Московская молодёжная выставка, Выставочный зал на Кузнецком мосту, Москва[2]
- 1991 — Международная художественная ярмарка «Арт-миф»[2]
- 1992 — выставка в Московском доме художника на Кузнецком мосту, Москва (организатор «Московская галерея»)[2]

## Местонахождение произведений
- Государственная Третьяковская галерея[2]
- Саратовский государственный художественный музей имени А. Н. Радищева[2]
- Саратовский областной музей краеведения[2]
- Государственный музей К. А. Федина[2]
- Энгельсский музей краеведения[2]
- Вольская картинная галерея[2]